# Băneasa (Giurgiu)
Pour les articles homonymes, voir Băneasa.
Băneasa est une commune du județ de Giurgiu en Roumanie.